# Archibald Acheson, III conte di Gosford
Archibald Acheson, III conte di Gosford (Markethill, 20 agosto 1806 – 15 giugno 1864), è stato un nobile e politico irlandese.

## Biografia
Era il figlio di Archibald Acheson, II conte di Gosford, e di sua moglie, Mary Sparrow. I suoi nonni paterni erano Arthur Acheson, I conte di Gosford e Millicent Pole e quelli materni erano Robert Sparrow e Mary Bernard.

## Carriera
Fu eletto nel 1830 come deputato per la Contea di Armagh alla Camera dei Comuni britannica, seggio che mantenne fino al 1847, quando fu nobilitato come Barone Acheson nel Pari del Regno Unito. Fu signore della camera da letto (1831-1834). Succedette ai titoli e proprietà irlandesi di suo padre nel 1849, tra cui la tenuta di Worlingham Hall che vendette all'asta nell'agosto 1849.
Fu nominato Lord luogotenente di Armagh dal febbraio 1864 alla sua morte nello stesso anno.

## Matrimonio
Sposò, il 22 giugno 1832, Lady Theodosia Brabazon (1811-13 febbraio 1876), figlia di John Brabazon, X conte di Meath. Ebbero sette figli:
- Lady Gertrude Emily Acheson (morta nel 1927), sposò Francis Foljambe, ebbero tre figli[5];
- Lady Mary Acheson (1835–1892), sposò Leopold Fox-Powys, ebbero sei figlie[5];
- Ruthanne Acheson[5];
- Lady Edith Acheson (1837–1906)[5][6];
- Archibald Acheson, IV conte di Gosford (1841–1922)[5];
- Edward Acheson (1844–1921), sposò Clementina Le Marchant, ebbero quattro figli[5];
- Lady Katherine French Acheson (1847–1898), sposò Frederick Duncombe, ebbero tre figli[5].